# Museo de arte infantil de Nepal
El Museo de Arte Infantil de Nepal también conocido como el Museo de Arte de Nepal para Niños, es un espacio creativo diseñado para niños y jóvenes. Su objetivo es contribuir a la alfabetización a través del arte en los niños y la autonomía en los jóvenes. Se encuentra en Katmandú, la capital del país asiático de Nepal. Se estableció en el año 2014.
Se encuentra al noreste de la calle Durbar Marg, en Katmandú. La fundación se encuentra en la parte superior de un edificio comercial de 5 pisos en el corazón de Katmandú.
El fundador-presidente Sneha Shrestha, un graduado de la Universidad de Gettysburg con especialización en arte y globalización, fue galardonado con una beca de Líderes avanzadas World Learning. Después de graduarse, se mudó a Boston y fue contratado en Artistas para la Humanidad. Cambió su plan original de alquilar un espacio por la construcción de una sede de carácter permanente, por lo que su proyecto se volvió más a largo plazo. Como parte de la beca, su proyecto de innovación social se centró en el museo que tiene como objetivo "fomentar la apreciación de su cultura infantil y promueve la auto-expresión a través de la experiencia práctica del arte".